# Galium mollugo subsp. erectum
Galium mollugo subsp. erectum é uma subespécie de planta com flor pertencente à família Rubiaceae. 
A autoridade científica da subespécie é Huds. ex Syme, tendo sido publicada em Sm., Engl. Bot. ed. 3[B] 4: 217, tab. 649 (1865).
Os seus nomes comuns são aspérula, solda-branca ou solda-branca-da-montanha.

## Portugal
Trata-se de uma subespécie presente no território português, nomeadamente em Portugal Continental.
Em termos de naturalidade é nativa da região atrás indicada.

## Protecção
Não se encontra protegida por legislação portuguesa ou da Comunidade Europeia.